# Long Island (lớp tàu sân bay hộ tống)
Lớp tàu sân bay hộ tống Long Island là một lớp gồm hai tàu sân bay hộ tống (CVE) của Anh và Mỹ trong Chiến tranh thế giới thứ hai. Thoạt tiên mang ký hiệu "AVG" (tàu hộ tống máy bay), chúng được cải biến từ những tàu buôn.
Chiếc đầu tiên của lớp, USS Long Island, ký hiệu lườn AVG-1 (sau đó đổi thành ACV-1 và rồi là CVE-1), được hạ thủy vào ngày 11 tháng 1 năm 1940, và đã phục vụ cho Hải quân Hoa Kỳ trong suốt Thế Chiến II.
Chiếc thứ hai cũng là chiếc cuối cùng, HMS Archer, được hạ thủy vào ngày 14 tháng 12 năm 1939, và phục vụ cùng Hải quân Hoàng gia Anh cho đến hết Thế Chiến II. Nó vẫn được ghi nhận trong đăng bạ Hải quân Mỹ dưới ký hiệu BAVG-1, ký tự "B" được cho là viết tắt của "British".

## Những chiếc trong lớp
| Tàu             | Đặt lườn           | Hạ thủy              | Hoạt động            | Số phận                             |
| USS Long Island | 7 tháng 7 năm 1939 | 11 tháng 1 năm 1940  | 2 tháng 6 năm 1941   | Bị tháo dỡ tại Bỉ năm 1977          |
| HMS Archer      | 1 tháng 8 năm 1939 | 14 tháng 12 năm 1939 | 17 tháng 11 năm 1941 | Bị tháo dỡ tại New Orleans năm 1962 |